# Losing Streak
Losing Streak é o segundo álbum de estúdio da banda americana de ska punk Less Than Jake, lançado em 12 de Novembro de 1996. As faixas "Jen Doesn't Like Me Anymore" e "Johnny Quest Thinks We're Sellouts" são regravações do álbum anterior, Pezcore.
Existe uma faixa oculta no álbum que só pode ser ouvida se o CD for "rebobinado" para um minuto e meio antes do começo da primeira faixa. A faixa é uma conversa com "Howie J. Reynolds", um habitante idoso de Gainesville. Ele diz: "This is the old dude, Howie J. Reynolds, and you're listening to "Less Than Jake" ("Aqui é o velho amigo, Howie J. Reynolds, e você está ouvindo "Less Thank Jake".)

## Faixas
1. "Automatic" – 2:06
2. "Happyman" – 1:59
3. "9th at Pine" – 1:56
4. "Sugar in Your Gas Tank" – 2:06
5. "Shindo" – 2:17
6. "107" – 1:59
7. "Johnny Quest Thinks We're Sellouts" – 2:49
8. "Krazy Glue" – 1:58
9. "Never Going Back to New Jersey" – 3:18
10. "How's My Driving, Doug Hastings?" – 1:24
11. "Just Like Frank" – 1:50
12. "Ask the Magic 8 Ball" – 2:15
13. "Dopeman" – 2:06
14. "Jen Doesn't Like Me Anymore" – 2:50
15. "Rock-n-Roll Pizzeria" – 2:00
16. "Lockdown" – 2:33
17. "Losing Streak"  (lançamento japonês apenas) – 1:57
18. "Mixology of Tom Collins" (lançamento japonês apenas) – 2:07

## Créditos
- Chris Demakes - guitarra, vocais
- Roger Manganelli - baixo, guitarra, vocais
- Vinnie Fiorello - bateria, letras
- Buddy Schaub - trombone
- Jessica Mills - saxophone alto
- Derron Nuhfer - saxophone barítono